# Лавина-Ураган
Лавина-Ураган — российский бронированный водомётный спецавтомобиль, является техническим средством поддержки мобильных отрядов особого назначения и предназначен для пресечения массовых беспорядков. Данная машина может также использоваться подразделениями МЧС России для тушения пожаров и разбора завалов.

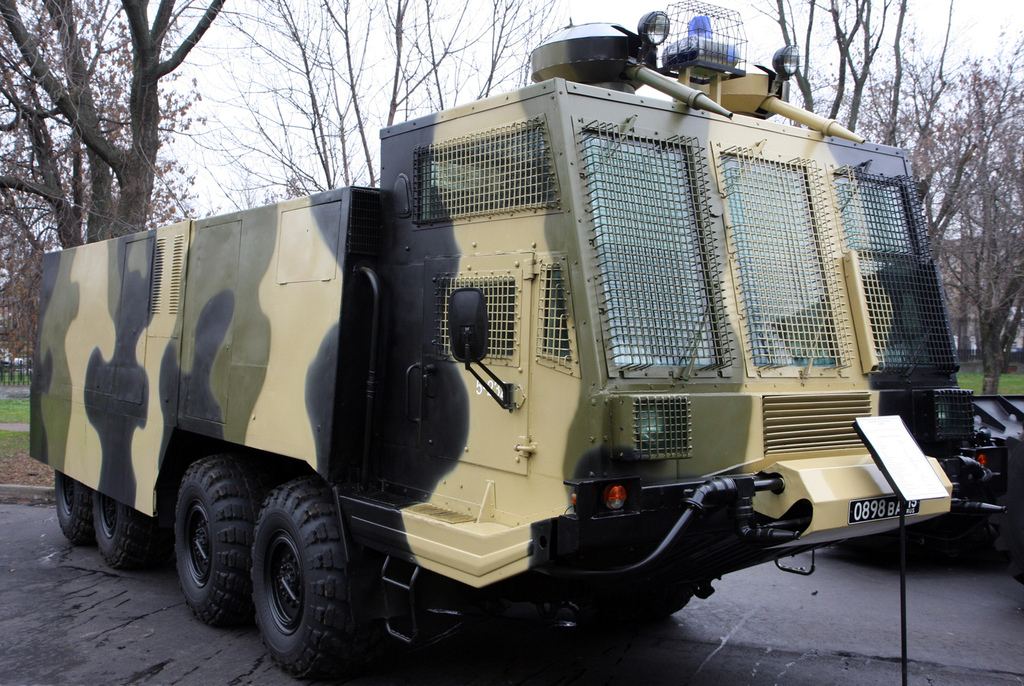
Водомётный спецавтомобиль АБС-40 «Лавина» на шасси БАЗ-6953

Предшественники — Лавина (начало 1990-х годов) и Лавина-М (1994) — выпускались Дмитровским опытно-экспериментальным заводом МВД (в настоящее время — Дмитровский филиал ГУ НПО «Спецтехника и связь» МВД России) на четырёхосном шасси БАЗ-69501. Лавины ни разу не «вступали в бой», для поддержания порядка достаточно было только их присутствия. Всего было построено около трёх десятков Лавин, из которых к 2007 году на ходу оставалось не больше шести машин.
Поскольку используемое для Лавин шасси было не только нестандартным, но и негабаритным (его ширина — свыше 3 м), в ГУ НПО «Спецтехника и связь» была разработана полностью новая модель на основе Урал-532362, более компактная и ремонтопригодная.

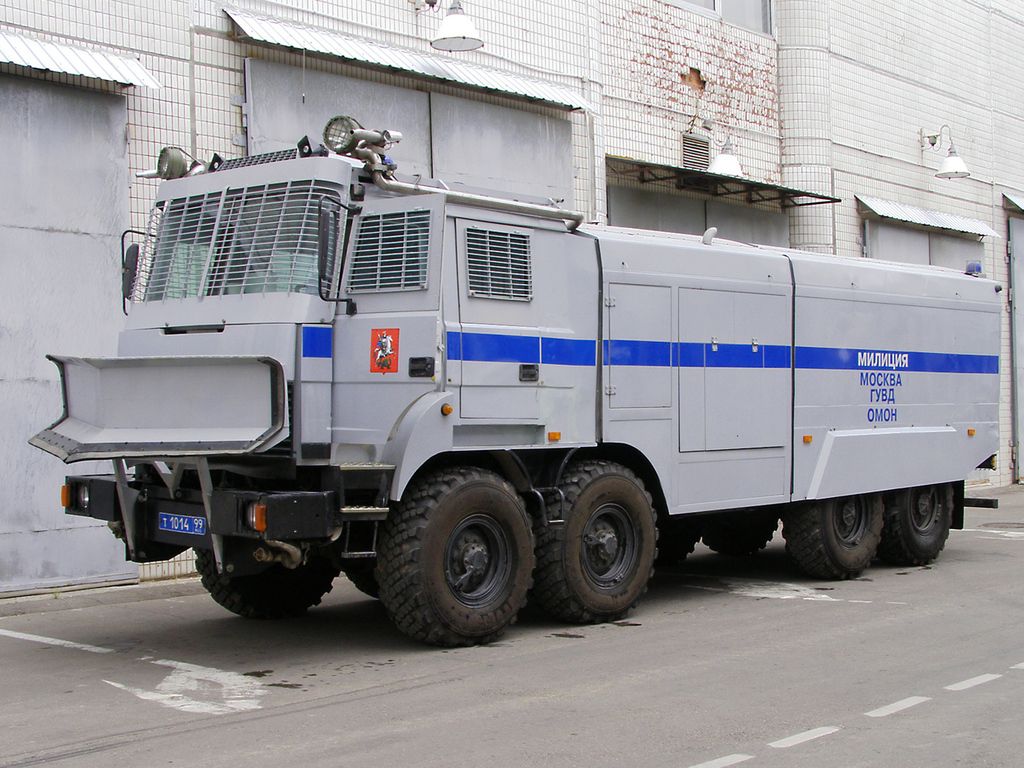
Водомётный спецавтомобиль «Лавина-Ураган» на шасси Урал-532362

Производство машин ведётся на АО «Варгашинский завод противопожарного и специального оборудования». Первый опытный образец автомобиля был собран в 2005 году (на шасси Урал-532365), принят на вооружение в 2006 году. В рамках программы международной выставки полицейской и военной техники «Интерполитех-2009», спецавтомобиль Лавина-Ураган принимал участие в показательных учениях в Балашихе.
Со слов заместителя главы МВД Михаила Суходольского, машина считается лучшей в мире. Практически по всем своим показателям она превосходит зарубежные аналоги.
Машина оснащена комплексом специального оборудования, в состав которого входят:
- цельнометаллическая цистерна;
- бак для пенообразователя из нержавеющей стали;
- ёмкости для активных и красящих веществ;
- дополнительный дизельный двигатель ЯМЗ-236 для обеспечения работы помпы;
- два основных (на крыше кабины) и два вспомогательных (на нижнем бампере) лафетных ствола;
- 8-ствольный гранатомёт (на крыше) для отстрела светозвуковых боеприпасов и гранат со слезоточивым газом;
- системы видеонаблюдения (с возможностью записи) и аудиоконтроля окружающей обстановки;
- дополнительные прожекторы на верхних лафетных стволах;
- система пожаротушения;
- система газовой защиты с фильтровентиляционной установкой;
- средство для разрушения завалов и баррикад с гидроприводом;
- внешнее сигнально-громкоговорящее устройство;
- четыре проблесковых маячка синего цвета.

| Базовое шасси                                                | Урал-532362 |
| Колёсная формула                                             | 8 × 8 / 4   |
| Двигатель                                                    | ЯМЗ-7601    |
| Мощность двигателя, кВт (л. с.)                              | 220 (300)   |
| Максимальная скорость, км/ч                                  | 60 (80)     |
| Боевой расчёт (включая водителя), чел.                       | 4           |
| Вместимость цистерны для воды, л                             | 9000        |
| Ёмкость бака для пенообразователя, л                         | 100         |
| Ёмкость бака для красящего вещества, л                       | 100         |
| Ёмкость бака для активных веществ, л                         | 100         |
| Тип пожарного насоса                                         | НПЦ-60/100  |
| Производительность насоса, л/с                               | 60          |
| Производительность основного лафетного ствола, л/с           | 20          |
| Производительность дополнительного лафетного ствола, л/с     | 10          |
| Максимальная дальность подачи воды основным стволом, м       | 60          |
| Максимальная дальность подачи воды дополнительным стволом, м | 20          |
| Система видеонаблюдения, видеокамеры, шт.                    | 8           |
| Длина, мм                                                    | 11 000      |
| Ширина, мм                                                   | 2500        |
| Высота, мм                                                   | 3500        |
| Полная масса, кг                                             | 26 100      |

Моторный отсек и двухрядная кабина экипажа защищены бронёй и стальными сетками. Кабина дополнительно усилена каркасом из стальных прутьев. Колёса задних осей наполовину закрыты стальными листами. Класс защиты автомобиля — 2а по ГОСТ Р50963-96, то есть даёт защиту от охотничьего ружья, что хуже бронезащищённости Лавины — её кабина защищала экипаж от автомата Калашникова.